# مسرشميت بي أف 163
ماسرشميت بي أف 163 طائرة إقلاع وهبوط قصير صممتها ماسرشميت وبنيت بواسطة فيسر لطائرات قبل الحرب العالمية الثانية.

## التصميم والتطوير
خلال خريف عام 1935، دفعت الإمكانات الكبيرة لمشروع فيزلير ستورش لمهام الاستطلاع والمراقبة الجوية قصيرة المدى وزارة طيران الرايخ إلى وضع متطلبات لصنع طائرة مراقبة. نصت المتطلبات على استخدام محرك Argus As 10 أو محرك Hirth HM 508 وشددت على المدى العملياتي القصير.

## التاريخ العملياتي
قامت الطائرة بأول رحلة في 19 فبراير 1938 مستخدمة محرك Argus As 10C، أثبتت Bf 163 V1 أنها تتمتع بخصائص أداء مماثلة لتلك الموجودة في Fi 156 ولكنها أكثر تعقيدًا وأغلى. على الرغم من أن بعض مكونات النموذج الأولي تم تصنيعها، لم يكتمل بناء Bf 163 V2 وتم إنهاء العمل على Bf 163 لصالح فيزلير ستورش.

## المواصفات (Bf 163 V1)
الخصائص العامة
- طاقم: two
- الطول: 9.75 m (31 ft 11¾ in)
- باع الجناح: 13.58 m (44 ft 6⅔ in)
- إرتفاع:  (N/A)
- جناح مساحتة: 22.80 m² (245.41 ft²)
- الوزن فارغة: 995 kg (2,193 lb)
- الوزن محملة: 1,310 kg (2,888 lb)
- محركات: 1× Argus As 10C 8-cylinder inverted-vee air-cooled engine, 179 kW (240 hp)

 الأداء 
- السرعة القصوى: 180 km/h (112 mph)